# Ovčie
Ovčie je obec na Slovensku, v okrese Prešov v Prešovském kraji. Žije zde 661 obyvatel.

## Poloha
Obec leží na jižním okraji Šarišské vrchoviny a styku s masívem Čierne hory. Odlesněný členitý vrchovinný povrch tvořený flyšem, má nadmořskou výšku v rozmezí 440 až 685 m n. m., střed obce je ve výšce 480 m n. m. Z půdních typů je převaha lesních hnědozemí , na jihu obce jsou půdy kyselé. Z celkové výměry má zemědělská půda 273,49, z toho na ornou půdu připadá 144 ha. Lesní půda se rozprostírá na 1 ha, vodní plochy zabírají 0,8 ha. 

## Historie
První písemná zmínka o obci pochází z roku 1320, kde je uváděná jako Wytez Noua et Antiqua. Pozdější názvy byly v roce 1427 Kysuithes, Naguithes, v roce 1773 Omče, v roce 1786 jako Omcze, v roce 1808 Malé Wítezowce. Od roku 1927 nese obec název Ovčie, maďarsky Kisvitéz.
Podle obsahu písemné zprávy, kdy docházelo k dělení majetků, obec už existovala dříve. Obec patřila zemanům ze Širokého, v 16. až 18. století patřila rodu Hedryů, Bertótyů a v 19. století Tahyům. V roce 1427 obec platila daň z 12 port. V roce 1787 měla 31 domů a 178 obyvatel, v roce 1828 ve 34 domech žilo 281 obyvatel a v roce 1910 zde žilo 276 obyvatel. Hlavní obživou bylo zemědělství, chov dobytka, lesní práce a domácí řemesla (výroba metlí). V roce 1831 obec postihla cholera.

## Památky
- V obci se nachází římskokatolický filiální kostel svaté Barbory z roku 1700, který byl přestavěn v roce 1828.[5] V letech 1975 až 1976 proběhla přestavba kostela a zvýšení věže o 2,5 m. Nová stavba byla vysvěcena 4. prosince 1976. V roce 1992 byl kostel přestavěn, z původního kostela (z roku 1976) byla zachována věž.[6] V roce 1851 byly ulity dva zvony, z nichž větší byl v roce 1917 rekvírován. V roce 1921 byly zakoupeny dva zvony svatý Cyril a svatý Metoděj.[7] Obec patří pod římskokatolickou farnost svatého Josefa, Víťaz.